# Ассириология

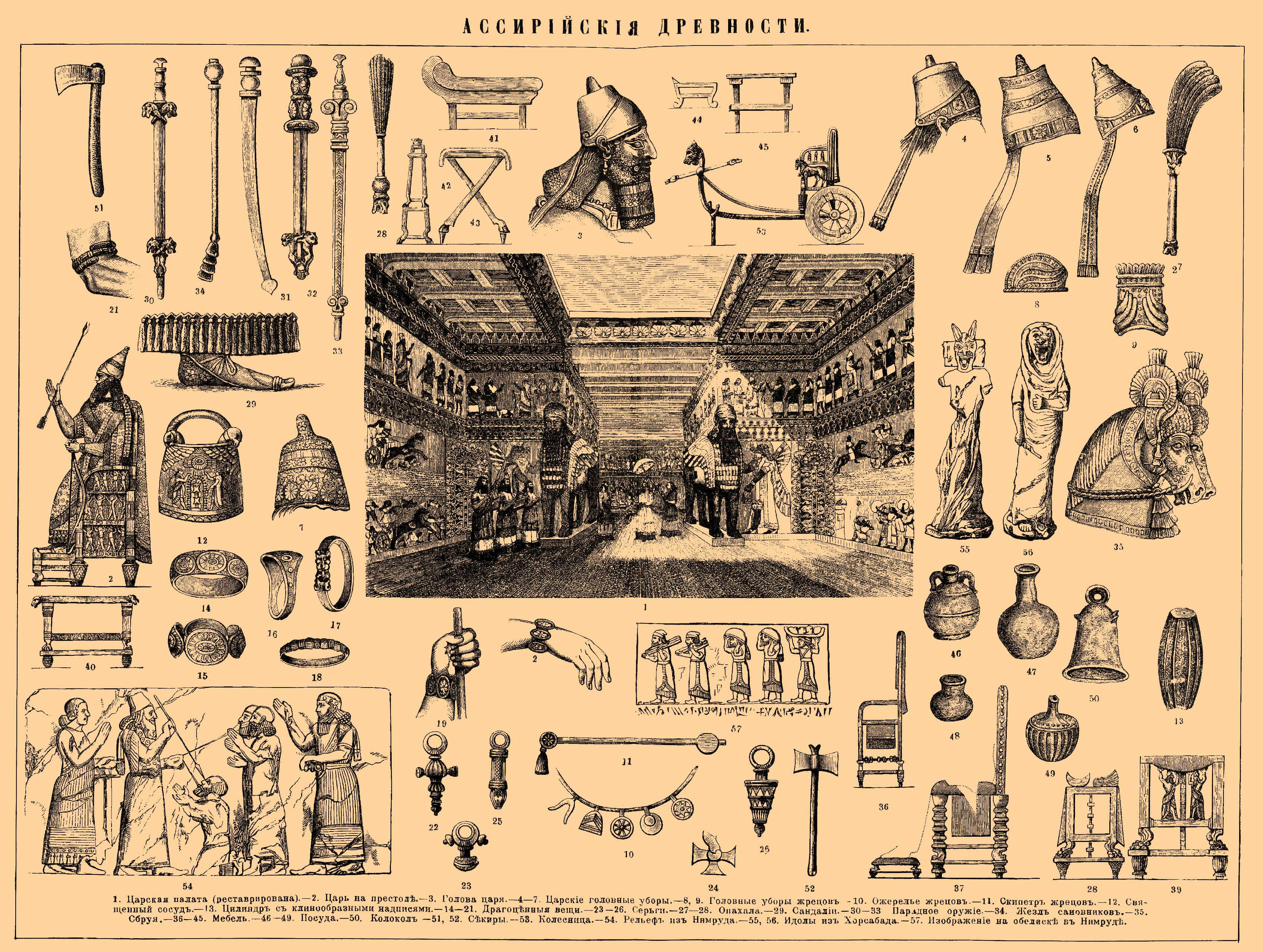
Ассирийские древности

Ассириоло́гия — комплексная гуманитарная дисциплина, изучающая языки, письменности, культуры и историю Ассирии, Вавилонии и других государств Древней Месопотамии; в широком смысле — совокупность наук, связанных с цивилизациями, пользовавшимися клинописью, восходящей к древнейшей шумерской пиктографии (исключая угаритскую и древнеперсидскую, так как, по-видимому, они генетически прямо не связаны с вавилоно-ассирийской клинописью).
Особенность лингвистической ассириологии состоит в том, что она занимается рядом языков, большинство из которых не родственны между собой; в её сферу входят аккадский язык, урартский язык, хурритский язык, хаттский язык, хеттский язык, лувийский язык, палайский язык, шумерский язык, эблаитский язык и эламский язык.

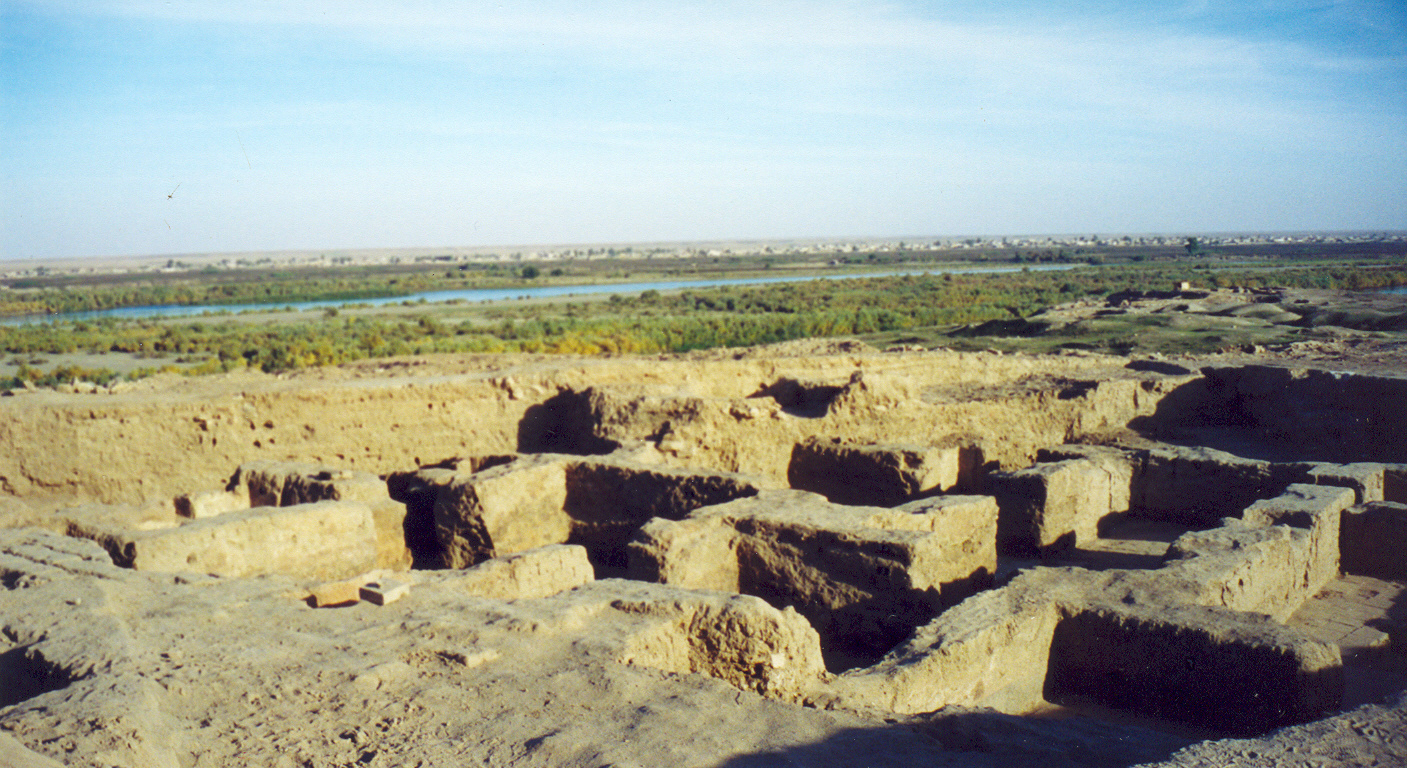
Руины города Ашшур

## История
Первые находки, связанные с возникновением ассириологии, были сделаны в Персии. Ещё в XVII веке европейцы, путешествовавшие по Персии, обращали внимание на развалины Персеполя — столицы персидской династии Ахеменидов. Первые зарисовки клинописи выполнил итальянский купец Пьетро делла Валле (1621).
Первые попытки дешифровки клинописных текстов были сделаны в последней четверти XVIII века датчанами К. Нибуром и Ф. Мюнтером, а также немецким учёным О. Тихсеном.
Ассириология получила научную основу только в середине XIX века благодаря археологическим исследованиям, проведенным О. Г. Лэйардом (Англия) и П. Э. Ботта (Франция), а также обнаружению Г. Роулинсоном (Англия) в Иране трёхъязычной (древнеперсидско-эламско-вавилонской) Бехистунской наскальной клинописной надписи персидского царя Дария I (около 521 года до н. э.). Лейард и Ботт обнаружили на городищах Куюнджик (Ниневия), Нимруд и Хорсабад в Ираке большое количество ассирийских письменных и художественных памятников IX—VII вв. до н. э. В частности, Лэйард обнаружил знаменитую царскую библиотеку клинописных табличек Ашурбанипала.
Поскольку такие находки в городах древней Ассирии были сделаны раньше, то письменность и передаваемый её посредством язык стали называть «ассирийскими». Анализ известных исторических фактов и ассиро-вавилонских собственных имён привёл учёных к выводу, что ассирийский язык принадлежит к семитской семье. К 1836 году благодаря усилиям Г. Гротефенда, Г. Раулинсона, Э. Бюрнуфа и Х. Лассена была дешифрована простейшая, древнеперсидская, система клинописи. Дешифровке эламских надписей способствовали работы Э. Норриса (1851—52).
Годом рождения ассириологии считается 1857 год, когда британское Королевское азиатское общество разослало четырём исследователям (французскому учёному Ж. Опперту, английским учёным Г. Роулинсону и У. Г. Ф. Тальботу, ирландскому учёному Э. Хинксу) копии ранее неизвестной клинописной надписи ассирийского царя Тиглатпаласара I на аккадском языке и сделанные ими переводы совпали во всех ключевых моментах. Нередко основание ассириологии ошибочно приписывают немецкому филологу Г. Ф. Гротефенду, который в 1802 году произвёл частичную дешифровку древнеперсидского текста начальных строк двух частей трилингвы Дария I и его сына Ксеркса (верно определив 9 знаков). Однако работа Гротефенда почти не была замечена, и древнеперсидская клинопись была, в основном, независимо от Гротефенда, успешно дешифрована в 20—30-х годах XIX века за счёт усилий Р. Раска (Дания), Э. Бюрнуфа (Франция), К. Лассена (Германия) и Г. Роулинсона (Англия); дешифровка же вавилоно-ассирийской клинописи удалась благодаря исследованиям, начатым в 40-х годах XIX века П. Э. Ботта и другими учёными во Франции и развитым Э. Хинксом, а также Г. Роулинсоном и иными британскими ассириологами. Дальнейшие успехи ассириологии в XIX в. (тогда ещё вызывавшие споры) связаны с именами Дж. Смита (Англия), Ф. Ленормана и Ж. Менана (Франция), А. Г. Сейса (Англия), П. Хаупта (США), Т. Пинчеса (Англия) и Э. Шрадера (Германия).
Ещё Э. Хинкс обнаружил, что вавилоно-ассирийской клинописью записывались тексты на двух различных языках, из которых один (собственно вавилоно-ассирийский — в современной терминологии аккадский) принадлежал к семитской семье, а другой (ранее ошибочно называвшийся аккадским — в современной терминологии шумерский) являлся языком неизвестного происхождения. На научную основу изучение аккадского (вавилоно-ассирийского) языка было поставлено немецким учёным Ф. Деличем (грамматика издана в 1889 году, словарь в 1896 году). Первые работы по изучению шумерского языка принадлежали П. Хаупту (США) и Ж. Опперту (Франция), однако на протяжении длительного времени само существование такого языка подвергалось сомнению. Ж. Галеви (Франция) и другие учёные утверждали, что шумерские тексты — лишь особая тайнопись жрецов на том же вавилоно-ассирийском языке. Находка значительного количества подлинных шумерских надписей и хозяйств, документов 3-го тысячелетия до н. э. Э. де Сарзеком (Франция) на городище Телло (древний Лагаш) и прочтение их в 1884—1905 годах французскими исследователями А. Амьо и ассириологом-универсалом Ф. Тюро-Данженом положили начало шумерологии в качестве отдельной отрасли ассириологии; было доказано шумерское происхождение вавилоно-ассирийской клинописи и всей культуры Вавилонии. Первая строго научная грамматика шумерского языка была опубликована А. Пёбелем (Германия) в 1923 году. Дальнейшие успехи ассириологии в её узком смысле связаны в основном с работами немецких учёных Г. Циммерна, Б. Мейснера, А. Унгнада, Б. Ландсбергера, В. фон Зодена, шумерологии — с именами немецких учёных А. Деймеля (сводный словарь шумерских идеограмм, используемых в клинописи), А. Фалькенштейна, датского учёного Т. Якобсена, американского учёного С. Н. Крамера и других.
Обнаружение в течение XIX—1-й половины XX вв. урартских надписей на Армянском нагорье и в Закавказье, эламских надписей и документов на юго-западе Ирана, клинописного дипломатического архива фараонов (Амарнского архива) и многоязычного Богазкёйского архива Хеттского царства включили в число языков, изучаемых ассириологией, следующие:
- урартский (к числу крупнейших урартологов принадлежат А. Г. Сейс (Англия), И. Фридрих (Германия), А. Гётце (Германия, США), И. И. Мещанинов, Г. А. Меликишвили (СССР, впоследствии Грузия), Ф. В. Кёниг (Австрия)),
- хеттский (Б. Грозный (Австрия, Чехословакия), Э. Форрер (Швейцария), Ф. Зоммер (Германия), Э. Стёртевант (США), А. Гётце (Германия, США), Х. Эелольф, И. Фридрих, А. Камменхубер (Германия) и другие),
- хурритский Э. А. Спайзер (США) и другие),
- лувийский (Э. Ларош (Франция) и другие),
- палайский, хаттский и эламский[6].

В XIX веке ассириология была лишь вспомогательной отраслью библеистики, науки, изучавшей Библию, но к началу XX века она стала самостоятельной, быстро развивающейся областью науки. Ассириологические научные школы начали складываться с XIX века в Германии, Англии и Франции; позже появились школы также в США, Японии, Италии, Чехословакии. Основные зарубежные центры ассириологии — Берлин, Будапешт, Лондон, Мюнхен, Париж, Прага, Рим, Филадельфия, Чикаго. Важнейшие хранилища клинописных памятников за рубежом: Лувр, Британский музей, Берлинский, Стамбульский, Багдадский, Пенсильванский и ряд других музеев в Италии, США и Германии.
Важной вехой в становлении ассириологии являются работы французского археолога и мистика Шарля Фоссе с его трудами:
- Ассирийская магия (La Magie assyrienne, 1902)
- Руководство по ассириологии (Manuel d’Assyriologie, 1904)
- Иерусалимской Магии Ритуалы (Jérusalem Magie Rituels, 1910)

С XX века ассириология становится одной из самых важных дисциплин в востоковедении, в комплексе изучающей языки, культуру и историю древнего Ближнего Востока.